# Shim Suk-hee
Shim Suk-hee (Koreaans: 심석희) (Gangneung, 30 januari 1997) is een Zuid-Koreaans shorttrackster.

## Carrière
Bij het shorttrack op de Olympische Jeugdwinterspelen 2012 in Innsbruck won Shim de 500 en 1000 meter en daarnaast brons in een gemengde aflossing. Datzelfde jaar won ze ook de wereldtitel shorttrack voor junioren.
Shim reed in oktober 2012, op 15-jarige leeftijd, een wereldrecord op de 1000 meter tijdens een wereldbekerwedstrijd in Calgary. Later dat seizoen won ze brons op het wereldkampioenschap.
Bij het shorttrack op de Olympische Winterspelen 2014 won Shim drie medailles, brons op de 1000 meter, zilver op de 1500 meter en goud op de aflossing met de Zuid-Koreaanse damesploeg. Later dat seizoen veroverde ze in Montreal de wereldtitel 2014 met overwinningen op de 1000 meter, 1500 meter en superfinale.
Bij de wereldkampioenschappen shorttrack 2015 werd ze onttroond door een nog jongere landgenote, maar won, net als in 2013, brons.
Shim won daarnaast meerdere keren een eindklassement van de wereldbeker shorttrack.
In 2021 werd Shims voormalige coach Cho Jae-beom schuldig bevonden aan mishandeling en seksueel misbruik van onder anderen Shim.
1992: Cutrone, Daigle, Lambert, Perreault ·
1994: Chun, Kim S.-h., Kim Y.-m., Won ·
1998: An, Chun, Kim, Won ·
2002: Choi E.-k., Choi M.-k., Joo, Park ·
2006: Byun, Choi, Jeon, Jin, Kang ·
2010: Sun, Wang, Zhang, Zhou ·
2014: Cho, Kim, Kong, Park, Shim ·
2018: Choi, Kim A.-l., Kim Y.-j., Lee, Shim ·
2022: Van Kerkhof, Poutsma, Schulting, Velzeboer
1976: Celeste Chlapaty · 
1977: Brenda Webster · 
1978: Sarah Docter · 
1979: Sylvie Daigle · 
1980: Miyoshi Kato · 
1981: Miyoshi Kato · 
1982: Maryse Perreault · 
1983: Sylvie Daigle · 
1984: Mariko Kinoshita · 
1985: Eiko Shishii · 
1986: Bonnie Blair · 
1987: Eiko Shishii · 
1988: Sylvie Daigle · 
1989: Sylvie Daigle · 
1990: Sylvie Daigle · 
1991: Nathalie Lambert · 
1992: Kim So-hee · 
1993: Nathalie Lambert · 
1994: Nathalie Lambert · 
1995: Chun Lee-kyung · 
1996: Chun Lee-kyung · 
1997: Chun Lee-kyung/Yang Yang (A) · 
1998: Yang Yang (A) · 
1999: Yang Yang (A) · 
2000: Yang Yang (A) · 
2001: Yang Yang (A) · 
2002: Yang Yang (A) · 
2003: Choi Eun-kyung · 
2004: Choi Eun-kyung · 
2005: Jin Sun-yu · 
2006: Jin Sun-yu · 
2007: Jin Sun-yu · 
2008: Wang Meng · 
2009: Wang Meng · 
2010: Park Seung-hi · 
2011: Cho Ha-ri · 
2012: Li Jianrou · 
2013: Wang Meng · 
2014: Shim Suk-hee · 
2015: Choi Min-jeong · 
2016: Choi Min-jeong · 
2017: Elise Christie ·
2018: Choi Min-jeong ·
2019: Suzanne Schulting ·
2021: Suzanne Schulting ·
2022: Choi Min-jeong